# クレイグ・ブレスロウ
クレイグ・アンドリュー・ブレスロウ（Craig Andrew Breslow, 1980年8月8日 - ）は、アメリカ合衆国コネチカット州ニューヘイブン出身の元プロ野球選手（投手）。左投左打。ユダヤ系アメリカ人である。MLBのボストン・レッドソックスの最高野球責任者 (Chief Baseball Officer)。

## 経歴

### プロ入りとブルワーズ傘下時代
名門イェール大学で生物物理学と生化学の学位を取得後、2002年のMLBドラフト26巡目（全体769位）でミルウォーキー・ブルワーズから指名を受け、6月6日に契約。契約後、傘下のパイオニアリーグのルーキー級オグデン・ラプターズでプロデビュー。23試合に登板して6勝2敗2セーブ・防御率1.82・56奪三振の成績を残した。
2003年はA級ベロイト・スナッパーズでプレーし、33試合に登板して3勝4敗2セーブ・防御率5.12・80奪三振の成績を残した。
2004年はA+級ハイデザート・マーベリックスでプレーし、23試合に登板して1勝3敗・防御率7.19・41奪三振と振るわず、7月6日に自由契約となった。

### 独立リーグ時代
2004年シーズン途中に自由契約となった後は独立リーグ・ノースイーストリーグのニュージャージー・ジャッカルズに加入。19試合に登板して3勝1敗1セーブ・防御率4.10・37奪三振の成績を残した。

### パドレス時代
2005年3月3日にサンディエゴ・パドレスとマイナー契約を結んだ。7月23日にパドレスとメジャー契約を結び、この年は14試合に登板。防御率は2.20だった。オフの12月21日にノンテンダーFAとなった。

### レッドソックス時代
2006年2月1日にボストン・レッドソックスとマイナー契約を結んだ。開幕をAAA級ポータケット・レッドソックスで迎え、7月13日にレッドソックスとメジャー契約を結んだ。この年は13試合に登板して0勝2敗・防御率3.75・12奪三振の成績を残した。
2007年3月17日にAAA級ポータケットへ異動し、開幕を迎えた。この年はAAA級ポータケットで49試合（先発1試合）に登板して2勝3敗1セーブ・防御率4.06・73奪三振の成績を残した。
2008年3月6日にレッドソックスと1年契約に合意した。

### インディアンス時代
2008年3月23日にウェイバー公示を経てクリーブランド・インディアンスへ移籍した。開幕後は7試合に登板したが、5月23日にジョー・ボロウスキーの復帰に伴ってDFAとなった。

### ツインズ時代
2008年5月29日にウェイバー公示を経てミネソタ・ツインズへ移籍した。移籍後は42試合に登板して0勝2敗1セーブ・防御率1.63・32奪三振の成績を残した。
2009年は17試合に登板して1勝2敗・防御率6.28・11奪三振の成績を残した。

### アスレチックス時代
2009年5月29日にウェイバー公示を経てオークランド・アスレチックスへ移籍。移籍後は60試合に登板して7勝5敗・防御率2.60・44奪三振の成績を残した。
2010年3月8日にアスレチックスと1年契約に合意。この年は75試合に登板し、4勝4敗5セーブ・防御率3.01・71奪三振の成績を残した。
2011年1月25日にアスレチックスと140万ドルの1年契約に合意した。この年は67試合に登板して0勝2敗・防御率3.79・44奪三振の成績を残した。

### ダイヤモンドバックス時代
2011年12月9日にライアン・クック、コリン・カウギル、ジャロッド・パーカーとのトレードで、トレバー・ケーヒルと共にアリゾナ・ダイヤモンドバックスへ移籍した。
2012年2月8日にダイヤモンドバックスと179万5000ドルの1年契約に合意。開幕後はトレードまでの間で40試合に登板して2勝0敗・防御率2.70・42奪三振の成績を残した。

### レッドソックス復帰

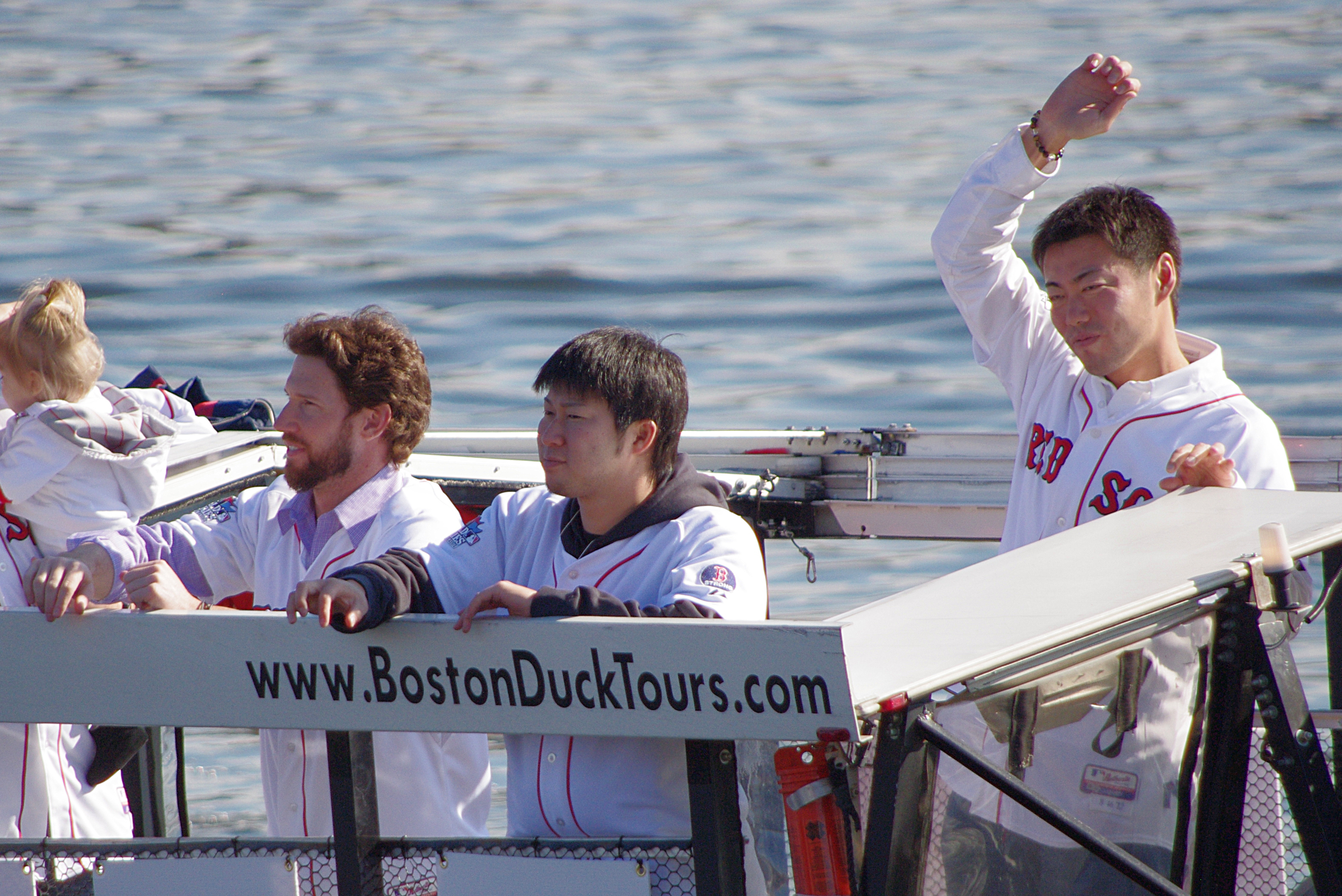
ボストンでの優勝パレードでダックボートに乗って手を振る。右から上原、田澤、ブレスロー。（2013年11月2日）

2012年7月31日にスコット・ポドセドニック、マット・アルバースとのトレードで、古巣のレッドソックスへ移籍した。移籍後は23試合に登板して1勝0敗・防御率2.70・19奪三振の成績を残した。
2013年1月24日にレッドソックスと総額625万ドルの2年契約（2015年・400万ドルの球団オプション付き）を結んだ。左肩腱炎のため開幕から故障者リスト入りしたが、5月7日からセットアッパーとして復帰し、右腕の田澤純一、上原浩治等と共にレッドソックスのリリーフ陣を牽引した。このシーズンは61試合の登板で、5勝2敗・防御率1.81（ア・リーグ左腕の救援投手3位）、WHIP1.12と優秀な成績を残した。特に後半戦は自責点2と、クローザーの上原と遜色の無い成績だった。自身初のポストシーズンにおいてもその活躍は続き、ディビジョンシリーズでは3試合に登板し、2安打無失点4奪三振2四死球、WHIP0.82の成績でレッドソックスの勝利に貢献。続くリーグチャンピオンシップシリーズでも4試合に登板し、1安打無失点2奪三振4四球、WHIP1.50の成績を残し、対戦相手であるデトロイト・タイガースのジム・リーランド監督から、“レッドソックスの先発投手陣は良いが、救援陣は圧倒的だ”と賞讃された。しかしながらワールドシリーズでは、4試合の登板で、3安打3失点3四死球、WHIP15.0という惨憺たる成績に加え、アウトは第2戦での犠飛1つしか奪えておらず、しかもその際には三塁への暴投により2点目を献上するなど、絶不調に陥った。しかしながらチームは踏ん張り、レッドソックスはワールドシリーズを制覇した。
2014年3月27日に左肩の故障で、15日間の故障者リスト入りした。4月3日にリハビリのため、AAA級ポータケットへ異動した。同月9日にメジャーへ昇格。以降リリーフとしてコンスタントに登板を重ねた。8月までは防御率4.65であったが、9月は8試合に登板して11失点（自責点10）、防御率22.5、WHIP3.75と絶不調に陥った。6年連続の60試合登板を達成した一方で、終盤の不調が大きく響き、防御率5.96、WHIP1.86はそれぞれ自己ワースト記録を更新した。オフの10月31日にレッドソックスが球団オプションを破棄したため、FAとなった。
2015年1月6日にレッドソックスと200万ドルの1年契約で再契約した。不振からの脱却を期する同シーズンは、45試合に投げて通算500試合登板を達成した。投球内容は、0勝4敗と未勝利に終わったが、防御率を4.15まで低下させて、やや復調の兆しを見せた。一方、65.0イニングで、自身初の二桁被弾となる12本もの本塁打を打たれ、球の軽さが目立った。11月2日にFAとなった。

### マーリンズ時代
2016年2月12日にマイアミ・マーリンズとマイナー契約を結んだ。開幕メジャー入りするも、5月11日にDFAとなり、13日に40人枠を外れる形で傘下のAAA級ニューオーリンズ・ゼファーズへ配属された。7月18日に自由契約となった。

### レンジャーズ傘下時代
2016年7月24日にテキサス・レンジャーズとマイナー契約を結んだ。8月9日に自由契約となった。

### ツインズ復帰
2017年2月8日にツインズとマイナー契約を結び、スプリングトレーニングに招待選手として参加することになった。同日には第4回ワールド・ベースボール・クラシック(WBC)本戦のイスラエル代表に選出された。イスラエル代表敗退後の3月20日にメジャー契約を結んで40人枠入りした。7月24日にDFAとなり、29日に自由契約となった。

### インディアンス復帰
2017年8月4日にインディアンスとマイナー契約を結んだ。傘下のAAA級コロンバス・クリッパーズで7試合に登板後、8月26日にメジャー契約を結んでアクティブ・ロースター入りした。オフの11月2日にフリーエージェント(FA)となった。

### ブルージェイズ傘下時代
2018年2月12日にトロント・ブルージェイズとマイナー契約を結んでスプリングトレーニングに招待選手として参加することになったが、3月24日に自由契約となった。4月3日にブルージェイズと再びマイナー契約を結んだ。マイナーリーグで33試合に登板したものの、防御率5.77と結果を残せず、メジャーリーグに昇格できずに終わった。

### 引退後・カブスフロント時代
2019年1月14日、公式な引退宣言はなかったが、シカゴ・カブスの戦略主導担当ディレクターに就任。
2019年10月17日、シカゴ・カブスの投手部門部長兼社長特別補佐兼GM特別補佐に昇進した。
2020年11月、同球団のGM補佐兼副社長（投手部門）に昇進した。

### レッドソックスフロント時代
2023年10月25日、ボストン・レッドソックスの最高野球責任者 (Chief Baseball Officer) に就任した。

## 投球スタイル
速球は最速148km/hほどであり、ツーシームとフォーシームを投げる。
また、変化球としてはスライダーを得意としており、以前より球速も上がっているため、カッターと思われやすい。他には、100km/h台のカーブと、約120km/hのチェンジアップを投げる。
奪三振は多くなく、K/BBは2.00、ゴロ/フライ比率は1.00程度であり、打たせて取る傾向のある投手である。

## 人物
名門イェール大学出身であり、2010年にスポーツ専門メディア『Sporting News』が特集した“20 smartest athletes in sports”（スポーツ界で最も賢い20人）では、堂々の1位に輝いた。同僚のライアン・ラバーンウェイ捕手もイェール大学出身であり、2013年8月18日にはMLB史上初となるイェール大学出身者同士のバッテリーが実現した。イェール大学出身者がチームメイトになるのは、63年ぶり2度目であった。また、“Strike 3 Foundation”というチャリティ財団を自ら設立、運営しており、2013年9月には、ロベルト・クレメンテ賞にノミネートされた。

## 詳細情報

### 年度別投手成績
| 年 度     | 球 団     | 登 板 | 先 発 | 完 投 | 完 封 | 無 四 球 | 勝 利 | 敗 戦 | セ 丨 ブ | ホ 丨 ル ド | 勝 率 | 打 者 | 投 球 回 | 被 安 打 | 被 本 塁 打 | 与 四 球 | 敬 遠 | 与 死 球 | 奪 三 振 | 暴 投 | ボ 丨 ク | 失 点 | 自 責 点 | 防 御 率 | W H I P |
| --------- | --------- | ----- | ----- | ----- | ----- | -------- | ----- | ----- | -------- | ----------- | ----- | ----- | -------- | -------- | ----------- | -------- | ----- | -------- | -------- | ----- | -------- | ----- | -------- | -------- | ------- |
| 2005      | SD        | 14    | 0     | 0     | 0     | 0        | 0     | 0     | 0        | 1           | ----  | 78    | 16.1     | 15       | 1           | 13       | 0     | 1        | 14       | 1     | 0        | 6     | 4        | 2.20     | 1.71    |
| 2006      | BOS       | 13    | 0     | 0     | 0     | 0        | 0     | 2     | 0        | 3           | .000  | 55    | 12.0     | 12       | 0           | 6        | 1     | 1        | 12       | 2     | 1        | 5     | 5        | 3.75     | 1.50    |
| 2008      | CLE       | 7     | 0     | 0     | 0     | 0        | 0     | 0     | 0        | 0           | ----  | 40    | 8.1      | 10       | 1           | 5        | 0     | 0        | 7        | 0     | 0        | 3     | 3        | 3.24     | 1.80    |
| 2008      | MIN       | 42    | 0     | 0     | 0     | 0        | 0     | 2     | 1        | 5           | .000  | 149   | 38.2     | 24       | 0           | 14       | 2     | 0        | 32       | 4     | 1        | 9     | 7        | 1.63     | 0.98    |
| '08計     | MIN       | 49    | 0     | 0     | 0     | 0        | 0     | 2     | 1        | 5           | .000  | 189   | 47.0     | 34       | 1           | 19       | 2     | 0        | 39       | 4     | 1        | 12    | 10       | 1.91     | 1.13    |
| 2009      | MIN       | 17    | 0     | 0     | 0     | 0        | 1     | 2     | 0        | 2           | .333  | 64    | 14.1     | 11       | 3           | 11       | 0     | 1        | 11       | 3     | 0        | 11    | 10       | 6.28     | 1.53    |
| 2009      | OAK       | 60    | 0     | 0     | 0     | 0        | 7     | 5     | 0        | 13          | .583  | 217   | 55.1     | 37       | 5           | 18       | 0     | 2        | 44       | 0     | 1        | 20    | 16       | 2.60     | 0.99    |
| '09計     | OAK       | 77    | 0     | 0     | 0     | 0        | 8     | 7     | 0        | 15          | .533  | 281   | 69.2     | 48       | 8           | 29       | 0     | 3        | 55       | 3     | 1        | 31    | 26       | 3.36     | 1.11    |
| 2010      | OAK       | 75    | 0     | 0     | 0     | 0        | 4     | 4     | 5        | 16          | .500  | 304   | 74.2     | 53       | 9           | 29       | 4     | 0        | 71       | 0     | 1        | 26    | 25       | 3.01     | 1.10    |
| 2011      | OAK       | 67    | 0     | 0     | 0     | 0        | 0     | 2     | 0        | 8           | .000  | 261   | 59.1     | 69       | 4           | 21       | 1     | 2        | 44       | 3     | 0        | 29    | 25       | 3.79     | 1.52    |
| 2012      | ARI       | 40    | 0     | 0     | 0     | 0        | 2     | 0     | 0        | 4           | 1.000 | 180   | 43.1     | 38       | 5           | 13       | 0     | 1        | 42       | 1     | 0        | 15    | 13       | 2.70     | 1.18    |
| 2012      | BOS       | 23    | 0     | 0     | 0     | 0        | 1     | 0     | 0        | 5           | 1.000 | 81    | 20.0     | 14       | 0           | 9        | 2     | 1        | 19       | 1     | 0        | 7     | 6        | 2.70     | 1.15    |
| '12計     | BOS       | 63    | 0     | 0     | 0     | 0        | 3     | 0     | 0        | 9           | 1.000 | 261   | 63.1     | 52       | 5           | 22       | 2     | 2        | 61       | 2     | 0        | 22    | 19       | 2.70     | 1.17    |
| 2013      | BOS       | 61    | 0     | 0     | 0     | 0        | 5     | 2     | 0        | 13          | .714  | 237   | 59.2     | 49       | 3           | 18       | 0     | 2        | 33       | 2     | 0        | 16    | 12       | 1.81     | 1.12    |
| 2014      | BOS       | 60    | 0     | 0     | 0     | 0        | 2     | 4     | 1        | 2           | .333  | 260   | 54.1     | 73       | 8           | 28       | 1     | 2        | 37       | 3     | 1        | 40    | 36       | 5.96     | 1.86    |
| 2015      | BOS       | 45    | 0     | 0     | 0     | 0        | 0     | 4     | 1        | 1           | .000  | 280   | 65.0     | 69       | 12          | 23       | 5     | 2        | 46       | 2     | 0        | 33    | 30       | 4.15     | 1.42    |
| 2016      | MIA       | 15    | 0     | 0     | 0     | 0        | 0     | 2     | 0        | 2           | .000  | 63    | 14.0     | 21       | 1           | 4        | 0     | 0        | 7        | 0     | 0        | 9     | 7        | 4.50     | 1.79    |
| 2017      | MIN       | 30    | 0     | 0     | 0     | 0        | 1     | 1     | 0        | 0           | .500  | 143   | 31.0     | 38       | 4           | 12       | 2     | 2        | 18       | 1     | 0        | 19    | 18       | 5.23     | 1.61    |
| 2017      | CLE       | 7     | 0     | 0     | 0     | 0        | 0     | 0     | 0        | 1           | ----  | 16    | 4.1      | 3        | 0           | 2        | 0     | 0        | 5        | 0     | 0        | 2     | 2        | 4.15     | 1.15    |
| '17計     | CLE       | 37    | 0     | 0     | 0     | 0        | 1     | 1     | 0        | 1           | .500  | 159   | 35.1     | 41       | 4           | 14       | 2     | 2        | 23       | 1     | 0        | 21    | 20       | 5.09     | 1.56    |
| MLB：12年 | MLB：12年 | 576   | 0     | 0     | 0     | 0        | 23    | 30    | 8        | 76          | .434  | 2428  | 570.2    | 536      | 56          | 226      | 18    | 17       | 442      | 25    | 5        | 250   | 219      | 3.45     | 1.34    |

### 背番号
- 49（2005年、2008年途中 - 2009年途中）
- 54（2006年）
- 58（2008年 - 同年途中）
- 56（2009年途中 - 2011年）
- 32（2012年 - 2015年）
- 17（2016年）
- 47（2017年 - 同年7月22日）
- 40（2017年8月26日 - 同年終了）

### 代表歴
- 2017 ワールド・ベースボール・クラシック・イスラエル代表